# Balai Cacang
Balai Cacang is een bestuurslaag in het regentschap Payakumbuh van de provincie West-Sumatra, Indonesië. Balai Cacang telt 985 inwoners (volkstelling 2010).